# بيز دي ساسيغليون
بيز دي ساسيغليون (بالإنجليزية: Piz di Sassiglion)‏ هو أحد جبال سلسلة جبال الألب ليفينغو ويقع في كانتون غراوبوندن في سويسرا. يحتل المرتبة رقم 258 في قائمة جبال سويسرا من حيث الارتفاع، إذ يبلغ ارتفاعه حوالي 2855 متر، بينما يبلغ ارتفاع نتوء الجبل 313 متر.